# John Merriman (lekkoatleta)
John Linden Merriman (ur. 27 czerwca 1936 w Watford, zm. 30 września 1999 w Highworth) – brytyjski lekkoatleta, długodystansowiec, dwukrotny medalista igrzysk Imperium Brytyjskiego i Wspólnoty Brytyjskiej, olimpijczyk.

## Kariera sportowa
Był Walijczykiem. Na igrzyskach Imperium Brytyjskiego i Wspólnoty Brytyjskiej oraz międzynarodowych mistrzostwach w biegach przełajowych reprezentował Walię, a na pozostałych dużych imprezach międzynarodowych Wielką Brytanię.
Zdobył srebrny medal w biegu na 6 mil (przegrywając jedynie z Dave’em Powerem z Australii, a wyprzedzając Kenijczyka Arere Anentię) oraz zajął 6. miejsce w biegu na 3 mile na igrzyskach Imperium Brytyjskiego i Wspólnoty Brytyjskiej w 1958 w Cardiff. Na mistrzostwach Europy w 1958 w Sztokholmie zajął 6. miejsce w biegu na 10 000 metrów. Zajął 8. miejsce w tej konkurencji na 
igrzyskach olimpijskich w 1960 w Rzymie.
Na igrzyskach Imperium Brytyjskiego i Wspólnoty Brytyjskiej w 1962 w Perth Merriman zdobył brązowy medal w biegu na 6 mil (wyprzedzili go jedynie Bruce Kidd z Kanady i Dave Power). Na tych samych igrzyskach startował również w biegu maratońskim, lecz go nie ukończył.
Startował również z powodzeniem w biegach przełajowych. Trzykrotnie wziął udział w międzynarodowych mistrzostwach w biegach przełajowych. Największy sukces odniósł w 1960 w Glasgow zdobywając brązowy medal (wyprzedzili go tylko Rhadi Ben Abdesselam z Maroka i Gaston Roelants z Belgii). Merriman zajął także 7. miejsce w 1958 w Cardiff i 33. miejsce w 1959 w Lizbonie.
Merriman był wicemistrzem Wielkiej Brytanii (AAA) w biegu na 6 mil w 1959 i brązowym medalistą na tym dystansie w 1960.
Dwukrotnie poprawiał rekord Wielkiej Brytanii w biegu na 10 000 metrów do czasu 28:62,6, uzyskanego 8 września 1960 w Rzymie. Był to najlepszy wynik w jego karierze.